# IL Большого Пса
IL Большого Пса (лат. IL Canis Majoris), HD 54031 — двойная затменная переменная звезда типа Алголя (EA) в созвездии Большого Пса на расстоянии приблизительно 1073 световых лет (около 329 парсеков) от Солнца. Видимая звёздная величина звезды — от +6,54m до +6,32m. Орбитальный период — около 8,0984 суток.

## Характеристики
Первый компонент — бело-голубая пульсирующая переменная звезда (LPB:) спектрального класса B3V. Масса — около 6 солнечных, радиус — около 3,5 солнечных, светимость — около 1100 солнечных. Эффективная температура — около 13466 К.
Второй компонент — белая звезда спектрального класса A9 или F0.